# Roman Kraszewski
Roman Kraszewski (ur. 2 marca 1930 w Wilnie) – polski pianista, kompozytor, krytyk muzyczny, nauczyciel w wielu szczecińskich szkołach muzycznych, współinicjator założenia w Szczecinie Stowarzyszenia Miłośników Opery i Operetki (SMOiO).

## Życiorys

### Dzieciństwo i edukacja
Urodził się w Wilnie (zob. Wilno w latach 1930–1944). W Szczecinie mieszkał od 1946 roku (zob. sytuacja w powojennym Szczecinie). Wczesną jesienią tegoż roku w budynku przy ul. Armii Czerwonej nr 1 (później ul. Monte Cassino), w którym w styczniu powstała „Niższa i Średnia Szkoła Muzyczna im. Karola Szymanowskiego“, rozmawiał z przypadkowo spotkaną sympatyczną panią, która zachęciła go do kontynuacji edukacji muzycznej, zwłaszcza do gry na fortepianie. Wkrótce okazało się, że spotkaną osobą była Halina Nowacka-Durnaś (założycielka i dyrektor szkoły).
Roman Kraszewski rozpoczął naukę w jednej z klas fortepianu (zob. grono pedagogiczne), a po niecałym roku został przyjęty do klasy Haliny Durnasiowej. Pierwszy stopień edukacji (matura) zakończył w 1948 roku. W latach 1948–1951 był równocześnie uczniem „Średniej Szkoły Muzycznej” i nauczycielem w „szkole niższej”. Uczył też gry na fortepianie syna Haliny Nowackiej-Durnaś (uważał to za „nadzwyczajne wyróżnienie”).
W 1951 roku ukończył szkołę z wyróżnieniem, jako jej pierwszy absolwent. Zdecydował się studiować teorię muzyki w Wyższej Szkole Muzycznej we Wrocławiu (Wydział Kompozycji i Teorii) (profesorowie: Piotr Perkowski, Stefan Bolesław Poradowski). W programie studiów znajdował się przedmiot dodatkowy – „fortepian ogólny”, realizowany ze studentami Wydziału Instrumentalnego.

### Praca zawodowa i społeczna
Po uzyskaniu dyplomu ukończenia studiów (1956) Roman Kraszewski związał się ze Szczecinem, gdzie prowadził lekcje muzyki w niemal wszystkich szkołach muzycznych. W swojej macierzystej szkole został nauczycielem przedmiotów teoretycznych. Ówczesny dyrektor „Państwowej Szkoły Muzycznej II stopnia”, Antoni Huebner, powierzył mu również prowadzenie zajęć nt. akompaniamentu na wydziale wokalnym oraz akompaniowanie uczennicom śpiewu, np. biorącym udział w I Ogólnopolskim Konkursie Moniuszkowskim, odbywającym się w Sali Kameralnej Filharmonii Narodowej w Warszawie (jedną z nich była Barbara Zagórzanka).
Popularyzuje muzykę poza szkołą uprawiając publicystykę muzyczną (recenzje, artykuły, prelekcje). Teksty publikuje w Kurierze i Głosie Szczecińskim, tygodniku Niedziela i w innych czasopismach („Spojrzenia”, „Życie Muzyczne” i in.). Jako czynny członek NSZZ Solidarność Pomorza Zachodniego (komisja ds. kultury, sportu, rekreacji i turystyki; podkomisja kultury) publikował teksty w Biuletynie Komisji Zakładowej przy Wojewódzkiej i Miejskiej Bibliotece Publicznej w Szczecinie.
Działa w Towarzystwie Muzycznym im. Henryka Wieniawskiego w Szczecinie. W 1994 roku należał do grupy miłośników muzyki operowej, którzy zainicjowali utworzenie Towarzystwa Przyjaciół Opery i Operetki (Halina Drabek, Barbara Zielińska-Kwietniowska, Ludwik Kwietniowski i Roman Kraszewski). Zebranie założycielskie odbyło się 26 czerwca 1994 roku. W spotkaniu uczestniczyli dyrektorzy ówczesnej Szczecińskiej Opery i Operetki, Warcisław Kunc (absolwent ZSM z 1983 roku) i Ryszard Markow (gościem specjalnym był Wiesław Ochman). Ustalono, że celem SMOiO, opartego wyłącznie na społecznej pracy członków i finansowanego ze składek członkowskich, będzie: „wychowywanie aktywnych, świadomych i wymagających słuchaczy operowych; rozwijanie wiedzy o operze, operetce i jej twórcach; popularyzowanie dzieł polskiej i światowej twórczości operowej, operetkowej, baletowej i musicalowej; popieranie i propagowanie działalności Opery na Zamku”.
Od 2000 roku Roman Kraszewski jest na emeryturze, jednak pozostaje nieustannie aktywny, mówi: „…chcę być tam, gdzie się dzieje. Tu i teraz”. Uczestnicząc w inauguracyjnym koncercie, który odbył się 5 września 2014 roku w nowym budynku Filharmonii im. Mieczysława Karłowicza w Szczecinie, wspominał pierwszy koncert szczecińskiej orkiestry symfonicznej, którego słuchał 25 października 1948 roku w wynajętej sali obrad Wojewódzkiej Rady Narodowej (organizator: Robotnicze Towarzystwo Muzyczne, dyrygent: Felicjan Lasota, pierwszy utwór: uwertura koncertowa „Morskie Oko” Zygmunta Noskowskiego).

## Twórczość
Roman Kraszewski jest autorem utworów fortepianowych i zbiorów pieśni na chóry dziecięce, napisał m.in. muzykę do tekstów wierszy Joanny Kulmowej, Juliana Tuwima i Konstantego I. Gałczyńskiego.
Wybór publikacji
- „Pieśni Pomorza” w serii: Polska Pieśń Ludowa:

– Hejnał pasterski
– Kole granie
– Owieczki chodzą
– Szewiec
– Wele wele wetka
– Żeto
- „Wiosenne piosenki”, tekst Joanna Kulmowa, partytura chóralna i studyjna:

– Deszczowa muzyka
– Wiosenny wietrzyk
– Zimno-ciepło
- „Trzy pieśni” na chór dziecięcy a cappella, tekst Julian Tuwim, partytura chóralna i studyjna:

– Kapuśniaczek
– Ptak
– Taniec